# Blood Mantra
Blood Mantra è il sesto album in studio del gruppo death metal polacco Decapitated, pubblicato nel 2014.

## Tracce
1. Exiled in Flesh – 4:05
2. The Blasphemous Psalm to the Dummy God Creation – 2:31
3. Veins – 5:04
4. Blood Mantra – 5:05
5. Nest – 6:25
6. Instinct – 5:49
7. Blindness – 7:37
8. Red Sun – 3:01

Traccia bonus nell'edizione deluxe
1. Moth Defect – 6:21

## Formazione
- Rafał "Rasta" Piotrowski – voce
- Wacław "Vogg" Kiełtyka – chitarra
- Paweł Pasek – basso
- Michał Łysejko – batteria